# Seen

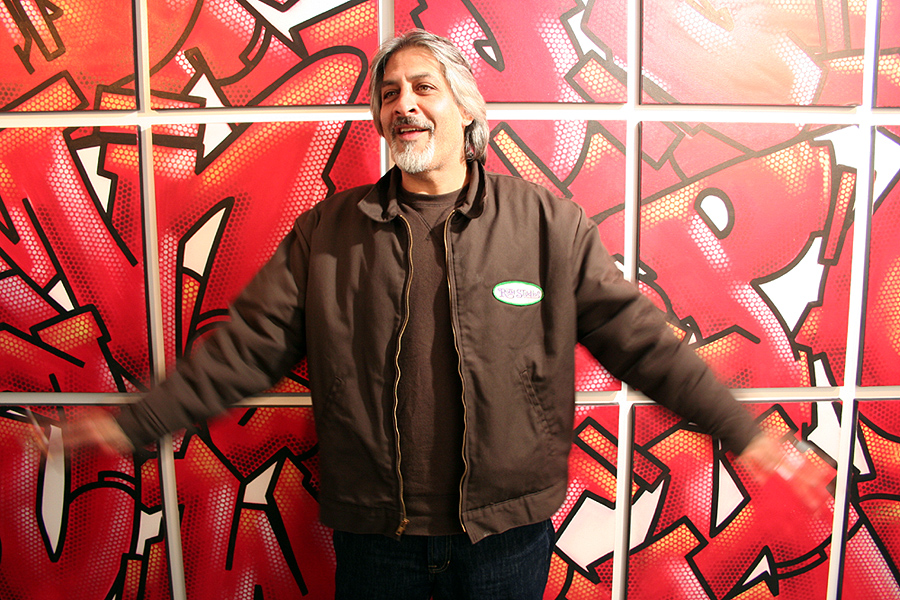
Seen i Paris, 2007.

Richard "Richie" Mirando, mer känd som Seen, född 1961, är en amerikansk graffitikonstnär, en av de mest kända i USA.
Seen började redan när han var 11 år i New York 1973 och hans produktion är antagligen den största i sitt slag. Namnet "Seen" betyder "sedd". Det kan också uttalas som "scene". Han hade King-status på tågen vid IRT-linjen 1979-1982, 1981-1984 även ett stort antal galleriutställningar inklusive tre separat. 1986 målade han sitt namn på "The Hollywood Sign". Efter 1980-talet blev han också känd som tatueringskonstnär. Till skillnad från många andra framgångsrika graffitikonstnärer har han inte tappat kontakten med gatan och rötterna, och han betraktas särskilt i ljuset av sin produktivitet som "King of the Kings".